# Theodor-Heuss-Gymnasium (Radevormwald)
Das Theodor-Heuss-Gymnasium Radevormwald (THG) ist ein allgemeinbildendes Gymnasium in der Stadt Radevormwald. Die Schule ist benannt nach Theodor Heuss, dem ersten Bundespräsidenten der Bundesrepublik Deutschland.

## Geschichte

### Gründung
Ab 1964 versuchte die Stadt Radevormwald, ein eigenes Gymnasium zu bauen. Grund dafür war vor allem die Schulraumnot, die in Remscheid-Lennep aus den wachsenden Schülerzahlen aus Radevormwald resultierte. Die Verhandlungen zwischen der Stadt und dem Land NRW dauerten bis 1966 an, bis schließlich die Gelder für den Bau und die Unterhaltskosten bewilligt wurden. 1968 legte man den Ort des Gebäudes und Theodor Heuss als Namenspatron fest.
Das THG wurde am 9. August 1968 um 10 Uhr durch den Bürgermeister offiziell eröffnet. Erste Schulleiterin war Ursula Preisser (1926–1986), die am Anfang mit einer Handvoll Kollegen den Unterricht provisorisch in der Schule an der Blumenstraße mit zwei Klassen führte. Im Mai 1971 begann der Bau des Theodor-Heuss-Gymnasiums am unteren Ende der Hermannstraße.

### Schulleiter
| Name                       | Amtszeit      | Fächer                             |
| -------------------------- | ------------- | ---------------------------------- |
| Ursula Preisser            | 1968 bis 1980 | Deutsch, Geschichte, Ev. Religion  |
| Ulrich Mühlenbeck          | 1980 bis 2003 | Englisch, Geschichte, Ev. Religion |
| Achim Beyer                | 2003 bis 2008 | Deutsch, Geschichte, Latein        |
| Matthias Fischbach-Städing | seit 2008     | Mathematik, Latein                 |

## Lehrangebote

### Fächer

#### Sprachlich-literarisch-künstlerisch
- Deutsch
- Englisch
- Französisch
- Spanisch
- Latein
- Musik
- Kunst
- Literatur (Q1)
- Chor (Q1)

#### Gesellschaftswissenschaftlich
- Sozialwissenschaften (wirtschaftlicher Schwerpunkt)
- Politik/Wirtschaft
- Geschichte
- Geographie
- Philosophie

#### Mathematisch-naturwissenschaftlich-technisch
- Mathematik
- Physik
- Informatik
- Biologie
- Chemie

#### Differenzierungskurse (8. und 9. Stufe)
- Bio-Englisch
- Mathe-Info
- Politik/Wirtschaft
- Spanisch
- THGfm (Radio)

#### Sonstiges
- Sport
- Religion
- Zusatzkurse (Mathematik, Englisch, Deutsch)

### AGs (Auswahl)
- Web-Reporter
- Schülerzeitung: Altpapier
- Schulsanitätsdienst
- iPad-AG
- Sporthelfer
- Streitschlichter
- THGfm
- Schulchor

## Projekte
Seit 2014 gibt es an dem Gymnasium das von Schülern gestaltete Schulradio THGfm. Seit dem Jahr 2018 ist das Schulradio  für Schülerinnen und Schüler der Jahrgangsstufe 8 auch als Unterrichtsfach anwählbar. Regelmäßig veröffentlichen die Schülerinnen und Schüler ihre Sendungen im Bürgerfunk auf Radio Berg. Archiviert werden die Sendungen auf der Bürgermedienplattform NRWision. Immer wieder werden auch überregional bekannte Persönlichkeiten interviewt, so beispielsweise: Sven Wolf (Landtagsabgeordneter, SPD), Jens-Peter Nettekoven (Landtagsabgeordneter, CDU), Andreas Gabalier (Sänger), Amelie Murmann (Schriftstellerin), Herbert Reul (NRW-Innenminister), Peter Biesenbach (NRW-Justizminister), Wolfgang Tillmans (Künstler).

## Partnerschaften

### Schulpartnerschaften

#### Schüleraustausch
Seit dem Jahr 1988 besteht ein Schüleraustausch mit der Partnerschule Saint Joseph de Châteaubriant in Frankreich. Das THG hat eine Comenius-Schulpartnerschaft und nahm an dem zweiten Comenius-Austausch innerhalb Deutschlands teil. Die Kooperationen bestehen zwischen dem THG, der Schule De Ring Van Putten in Spijkenisse (Niederlande) und der Lerbäckskolan in Lund (Schweden).
In der Jahrgangsstufe 10 besteht zudem die Möglichkeit, an einem Spanischaustausch teilzunehmen. Die Austauschschule befindet sich in Albacete nahe Alicante. Dort sind die Schüler in Gastfamilien untergebracht.

### Lern- und Bildungspartnerschaften
Lern- und Bildungspartnerschaften bestehen mit der Sparkasse Radevormwald-Hückeswagen, der Edelstahlgießerei Kuhn, der Barmer GEK Oberbergischer Kreis und dem Röntgen-Museum aus Lennep. Zudem besteht eine Kooperation mit dem bergischen Hörfunksender Radio Berg.

## Soziales Engagement und weitere Auszeichnungen
Die Schüler setzen sich für das Jugend- und Kinderhospiz Burgholz ein und unterstützen eine Partnerschule, die Shia Primary School, in Mdawi, einem kleinen Dorf am Fuße des Kilimandscharos in Tansania. Des Weiteren wurde das Engagement der Schülerinnen und Schüler für Offenheit und gegenseitigen Respekt im Dezember 2019 mit der Auszeichnung Schule ohne Rassismus – Schule mit Courage gewürdigt. Der Schulpate dieses Projektes ist der international bekannte Künstler Wolfgang Tillmans.
Für das Schuljahr 2023/2024 ist die Schule als Bündelungsgymnasium ausgewiesen.

### Fairtrade-Schule
Im Jahr 2016 wurde das Gymnasium als Fairtrade-Schule ausgezeichnet.

### Digitale und MINT-freundliche Schule
Im Jahr 2018 bekam diese Schule zwei weitere Auszeichnungen: als MINT-freundliche Schule und als digitale Schule.

## Persönlichkeiten

### Schüler
- Guido Assmann, Kölner Dompropst
- Wolfgang Killing, Hochspringer
- Peter Kunz, Journalist
- Christian Zipperle, Drehbuchautor
- Desiree Vach, Musikmanagerin